# Profitování
Profitování, nebo hovorově šmelina, je označení pro vytváření zisku neetickým způsobem. Může se jednat o zakázaný, nedovolený, pokoutní, černý obchod, nebo legální obchod se zbožím, kterého je nedostatek především v období nouze nebo nedostatečná nabídka na trhu, nebo aktivity jako lichva apod.
Germanista Josef Janko uvádí, že slovní základ slova šmelina je odvozen z němčiny. Podle něj jde o přizpůsobování slangových výrazů německé řeči zlodějské: Schwelemer, Schwählemer, Schmelemer, Schmälinger ve významu „podvodník“, přičemž se odvolává na německou publikaci z roku 1858.
Šmelina po druhé světové válce nahradila významově keťasení, které vzniklo během první světové války, tedy v období nedostatku zboží. Takové obchodování mělo pejorativní konotaci, protože obchodníci dosahovali „nemravně vysokých marží“ a tím získali označení „kdo předražuje a tím bez ostychu okrádá“. Během válek a po nich následujícím období existence přídělového systému (například potravinové lístky) se zboží prodávalo (nebo vícenásobně řetězově prodávalo – německy: Kettengeschäft, což byl základ pro keťasové) na určitých místech, která dostala název „černý trh“. Význam spojení „černý trh“ postupně zobecnil na označení „typu nelegálního trhu, vytvořeného ve snaze obejít daňové zákony nebo jiné regulace při výměně statků a služeb“.
Po převratu v únoru 1948 bylo volné obchodování omezováno. V roce 1956 se do trestního zákona dostal § 188a obsahující skutkovou podstatu trestného činu spekulace, který měl zamezit šmelině. Později přijatý, po mnoha novelizacích dlouho platný zákon č. 141/1961 Sb., upravoval trestný čin spekulace v § 117 tak, že nejen obchodování, ale už jen „pořízení nebo přechovávání předmětů ve větším rozsahu nebo větší hodnoty určených pro další prodej“ bylo trestné. Pojmy „větší rozsah“ a „větší hodnota“ nebyly v zákoně definovány a soudní praxe je interpretovala podle obecných a velmi vágních kritérií. Šmelina se tak za socialismu stala z opovrhovaného „kšeftování“ s nedostatkovými potravinami během války obchodováním především s „exkluzivním“ zbožím zejména ze Západu.
Typy „společensky nebezpečného jednání“ stíhaného jako trestný čin spekulace uvádí např. stanovisko bývalého Nejvyššího soudu ČSSR Rt 1/1985
„Jako trestný čin spekulace podle § 117 TZ byla (soudy) nejčastěji postihována nedovolená obchodní činnost s textilními a kosmetickými výrobky převážně zahraniční výroby, broušeným sklem, různou bižuterií a pozlacenými prsteny, popř. jinými šperky, dále s digitálními hodinkami a bateriemi k nim, magnetofony a jejich kazetami, fotopřístroji, televizory i minikalkulačkami, s tuzexovými odběrnými poukazy a valutami (zejména americké dolary a západoněmecké marky), lihovinami a v SSR pouťovým či jarmarečním zbožím (ozdoby, cukrovinky, obrázky s náboženskou tematikou apod.). Předmětem spekulační činnosti se však staly i akupunkturní jehly a integrované obvody (zejména v Praze), tavené stříbro, ovoce a zelenina, sluneční brýle, umělé květiny, žvýkačky a také koně, přičemž zájem některých pachatelů se zaměřoval i na osobní automobily a starožitnosti.“
K vypuštění tohoto paragrafu z trestního zákona došlo až novelou č. 175/1990 Sb. Přesto se slovo „šmelina“ dosud používá jak v tisku, tak i u policie nebo v marketingu.